# 普洱思茅机场

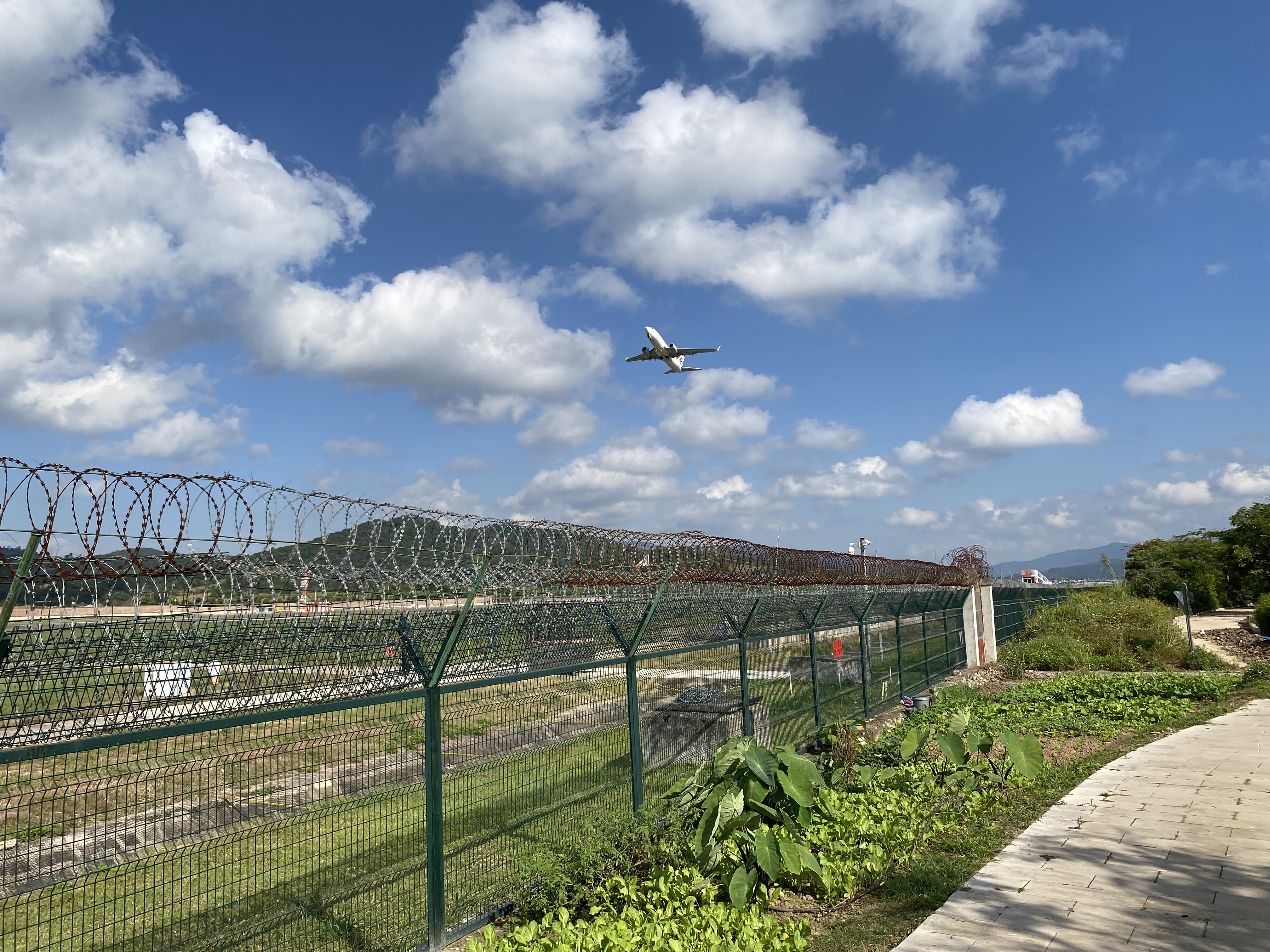
中国东方航空MU5916航班从普洱思茅机场起飞

普洱思茅机场是一个位于中国云南省普洱市思茅区的民航机场。原名"思茅机场"，地处滇西南无量山东南麓，机坪面积15600平方米，停机位3个。机场飞行区等级为4C，跑道长2500米，拥有ILS、VOR/DME等通信导航设施，可供波音737、空客320及以下机型起降，机场航站楼面积5382平方米。

## 历史
1929年创建的普洱机场地处滇西南无量山东南麓，澜沧江以东，从最初称为思茅太平桥机场，后更名为思茅曼连机场。2007年思茅地区更名为普洱市后，思茅机场也随之改称：普洱机场。普洱机场从通航当年至1991年6月期间，先后使用伊尔-14、安-24、伊尔-18、三叉戟、BAE-146、安-12等机型，1991年6月30日使用B-737型飞机执行昆明-思茅的往返航班。机场是普洱市茶马古道交通史上最现代的交通工具。1993年7月20日至2001年4月23日期间，普洱机场先后进行了三期改扩建工程，扩建项目主要有：扩建停机坪、跑道道面盖被、助航灯光系统，新建塔台和通信导航系统，新建了候机大楼，车库、停车场、跑道围栏、出场公路等项目。目前机场占地面积1487亩，飞行区等级为4C，跑道长2500米，跑道宽45米，设有3个停机位，候机楼面积5380平方米，使用Ⅰ盲降DME、NDB导航设备，可全天候起降波音737、空客320及以下机型。

## 航点
‌2025年度夏秋航季（3月30日至10月25日）
| 航空公司     | 目的地                 |
| ------------ | ---------------------- |
| 中国东方航空 | 昆明                   |
| 四川航空     | 成都-天府              |
| 西藏航空     | 西安、重庆、长沙、昭通 |